# Actias truncatispinus
Actias truncatispinus är en fjärilsart som beskrevs av L.Sonthonnax 1899. Actias truncatispinus ingår i släktet månspinnare, och familjen påfågelspinnare. Inga underarter finns listade i Catalogue of Life.